# Songs of Love and Hate
Songs of Love and Hate ist das im März 1971 veröffentlichte dritte Studioalbum des kanadischen Singer-Songwriters Leonard Cohen. Wie der Titel (Lieder von Liebe und Hass) schon andeutet, ist es eines seiner emotionalsten Werke.

## Entstehung
Für sein drittes Album blieb Cohen seinem Produzenten Bob Johnston treu, für die diversen Streicher gab es diesmal zusätzlich einen Dirigenten. Die Musikuntermalung wurde dabei in den Londoner Trident-Studios eingespielt.
Das Stück Dress Rehearsal Rag existierte schon 1966, Cohen sang es zusammen mit Suzanne (von Songs of Leonard Cohen) bei seinem ersten Zusammentreffen mit Judy Collins und sie veröffentlichte es im selben Jahr auf ihrem Album In my Life.

## Stil und Inhalt
Das Album beschäftigt sich hauptsächlich mit tiefgehenden Gefühlen. Dabei ist der Stil weniger melancholisch als in den Liedern zuvor, diese hier scheinen eher in aufwendige Metaphern und in teils ironische Verzweiflung gekleidet zu sein. Cohen singt oft mit stark vibrierender, dunkler Stimme. Die Instrumentaleinsätze fallen stärker aus als in den beiden vorherigen Alben, was die Intensität der Stücke weiter steigert. Auch die Begleitsängerinnen haben erstmals größere Rollen.
Das wohl bekannteste Lied des Albums ist Famous Blue Raincoat, das mit seiner Beschreibung einer verwickelten Dreiecksbeziehung als eine Art Vertonung von Cohens zweitem Roman Beautiful Losers (1966) gesehen werden kann. Dress Rehearsal Rag beschreibt die Stimmung eines Menschen vor dem Suizid. Cohens besondere Faszination galt zu dieser Zeit offenbar der Figur der Jeanne d’Arc, neben Joan of Arc taucht sie auch in Last Year’s Man auf, das außerdem erstmals die bei Cohen später häufige Babylon-Metapher beinhaltet. Dabei wird angenommen, dass Joan of Arc auch eine Liebeserklärung an die Velvet-Underground-Sängerin Nico darstellt.

## Erfolg und Nachwirkung
Das Album erreichte in den USA nur Platz 145 in den Billboard-Charts, war also weniger erfolgreich als seine Vorgänger. In Großbritannien reichte es jedoch zu Platz 4 und bei den Kritikern wurde es wiederum gut aufgenommen.
Insbesondere Famous Blue Raincoat wurde oft gecovert, unter anderem von Tori Amos, Joan Baez, BAP, Judy Collins und Jennifer Warnes, die 1986 ein ganzes Cohen-Tribut-Album nach dem Stück nannte. Auch andere Stücke des Albums wurden von anderen Künstlern gecovert und von Cohen selbst oft auf seinen Konzerten gespielt. Christiane Rösinger hat 2010 ein Album Songs of L. and Hate benannt; die Covergestaltung jenes Albums hingegen ist eine Reminiszenz an Bob Dylans Album Bringing It All Back Home.

## Titelliste
A-Seite
1. Avalanche (4:59)
2. Last Year’s Man (5:55)
3. Dress Rehearsal Rag (6:01)
4. Diamonds in the Mine (3:46)

B-Seite
1. Love Calls You by Your Name (5:36)
2. Famous Blue Raincoat (5:05)
3. Sing Another Song, Boys (6:10)
4. Joan of Arc (6:21)

Bonus-Track auf der remastered Edition (2007)
- Dress Rehearsal Rag – 5:37

## Kommerzieller Erfolg

### Chartplatzierungen
| ChartsChartplatzierungen       | Höchstplatzierung | Wochen |
| ------------------------------ | ----------------- | ------ |
| Deutschland (GfK)              | 24 (24 Wo.)       | 24     |
| Vereinigte Staaten (Billboard) | 145 (11 Wo.)      | 11     |
| Vereinigtes Königreich (OCC)   | 4 (18 Wo.)        | 18     |

### Auszeichnungen für Musikverkäufe
| Land/Region                  | Auszeichnungen für Musikverkäufe (Land/Region, Auszeichnung, Verkäufe) | Verkäufe |
| ---------------------------- | ---------------------------------------------------------------------- | -------- |
| Vereinigtes Königreich (BPI) | Silber                                                                 | 60.000   |
| Insgesamt                    | 1× Silber ·                                                            | 60.000   |

Hauptartikel: Leonard Cohen/Auszeichnungen für Musikverkäufe